# Índice de Sustentabilidade Empresarial
O Índice de Sustentabilidade Empresarial (ISE) é uma iniciativa pioneira na América Latina que tem como objetivo criar um ambiente de investimento compatível com as demandas de desenvolvimento sustentável da sociedade contemporânea e estimular a responsabilidade ética das corporações através de boas práticas empresariais.

## Histórico
Criado em 2005 pela Bolsa de Valores de São Paulo (Bovespa) em parceria com entidades profissionais ligadas ao mercado de capitais, além da Fundação Getúlio Vargas, Instituto Ethos e Ministério do Meio Ambiente, o índice visa oferecer aos investidores uma opção de carteira composta por ações de empresas que apresentam reconhecido comprometimento com a responsabilidade social e a sustentabilidade empresarial.
A premissa é que o desenvolvimento econômico do país está intimamente relacionado ao bem-estar da sociedade brasileira e da tendência mundial dos investidores buscarem empresas socialmente responsáveis, sustentáveis e rentáveis para investir seus recursos.
Sua criação foi financiada pela International Finance Corporation (IFC), braço financeiro Banco Mundial, cuja missão é promover investimentos no setor privado de países em desenvolvimento,  com objetivo central de reduzir a pobreza e promover a melhoria de qualidade de vida da Sustentabilidade Empresarial.

## Conceito
O Índice é uma ferramenta para análise comparativa da performance das empresas listadas na BOVESPA sob o aspecto da sustentabilidade corporativa, baseada na eficiência econômica, no equilíbrio ambiental, na justiça social e na governança corporativa.
A metodologia do índice foi desenvolvida pelo Centro de Estudos em Sustentabilidade (Gvces) da Escola de Administração de Empresas de São Paulo da Fundação Getúlio Vargas (FGV-EAESP) com o apoio financeiro do International Finance Corporation (IFC) reunindo inicialmente 28 empresas.
O índice adota o conceito internacional Triple Botton Line (TBL) que avalia, de forma integrada, dimensões econômico-financeiras, sociais e ambientais das empresas, acrescido de critérios e indicadores de governança corporativa a exemplo do índice da Bolsa de Johannesburg.

## Utilização
O ISE é hoje benchmark de vários fundos de investimento e desde 2011 é também o índice de referência de um ETF negociado na B3 sob o ticker ISUS11.